# 長谷川里奈
長谷川 里奈（はせがわ りな、1989年3月21日 - ）は、元グラビアアイドル、元タレント。東京都出身。
ラグスタープロモーション、ルージュに所属していた。
旧芸名：長谷川りりな（2009年3月21日付で長谷川里奈に改名）。

## 作品

### DVD
- 少女革命（竹書房、2005年7月）
- 恥らい娘-16歳の限界-（イーネットフロンティア、2006年1月）
- 桃色聖春女学園 5（レイフル、2006年3月）
- 長谷川りりな EIGHT（レイフル、2006年4月）
- 荒木のぞみ＆長谷川りりな EIGHT（レイフル、2006年8月）
- EIGHT〜もしもシリーズ〜長谷川りりな（レイフル、2006年9月）
- 長谷川りりな3 EIGHT（レイフル、2006年10月）
- 長谷川りりな4 EIGHT（レイフル、2006年12月）
- 桃色聖春女学園〜温泉Tバック合宿編〜（レイフル、2007年2月）
- 卒業（英知出版、2007年3月）
- ガンバりりな（フォーサイド・ドット・コム、2007年6月）
- 激写（日本メディアサプライ、2007年9月）
- Another Lovers 荒木望・長谷川りりな（QH映像、2008年6月）
- りりなでしこ（ビデオメーカー、2008年8月）
- いっそリリナーデ（アストロシステムジャパン、2008年12月）